# Fast Draw Showdown
Fast Draw Showdown is een first-person live-action interactieve film van American Laser Games. Oorspronkelijk kwam het spel uit in 1994 als arcadespel waarbij de bestanden op laserdisc stonden. In 2000 werden de rechten van het spel overgekocht door Digital Leisure. Zij brachten in 2004 het spel opnieuw uit voor arcade en Windows. In 2010 volgde de port voor Wii. Het spel is ook beschikbaar op PlayStation 3 waarbij de filmkwaliteit werd opgetrokken naar High Definition.
De filmscènes werden opgenomen in de Old Tucson Studios in het Amerikaanse Tucson, Arizona. Het is een van de laatste spellen voordat het bedrijf failliet ging.

## Verhaal
Hoewel niet expliciet vermeld, mag men aannemen dat de speler een soort Amerikaans agent is. Dit is af te leiden uit de naamgeving van de rang wanneer men promotie maakt: deputy, sheriff en marshall.
Het spel speelt zich af in het Wilde Westen waar de speler een "Fast Draw" aangaat met een groep tegenstanders. De speler ziet alle tegenstanders voor zich. Op zeker ogenblik trekt een willekeurige tegenstander zijn pistool. Bedoeling is dat de speler deze tegenstander neerschiet alvorens hij zelf wordt geraakt.
Nadat de tegenstanders zijn uitgeschakeld, komt een extra "fast draw" waarin de speler het opneemt tegen Wes Flowers. Indien Flowers ook wordt verslagen, krijgt de speler promotie en een nieuwe titel.

## Spelbesturing
Net zoals in de meeste andere spellen van American Laser Games heeft de speler in het originele arcadespel een lichtpistool dat in een holster zit. Hij mag het geweer pas uit de holster nemen na een signaal. Bedoeling is dat hij dan zo snel mogelijk het geweer neemt, richt op de juiste tegenstander en deze neerschiet.
Voor andere systemen werd de spelbesturing ietwat aangepast: ofwel was dit met de computermuis ofwel met een additioneel lichtpistool.

## Platforms
- Arcade (1994)
- Wii (2010)
- PSN (2011)